# 驻场演出

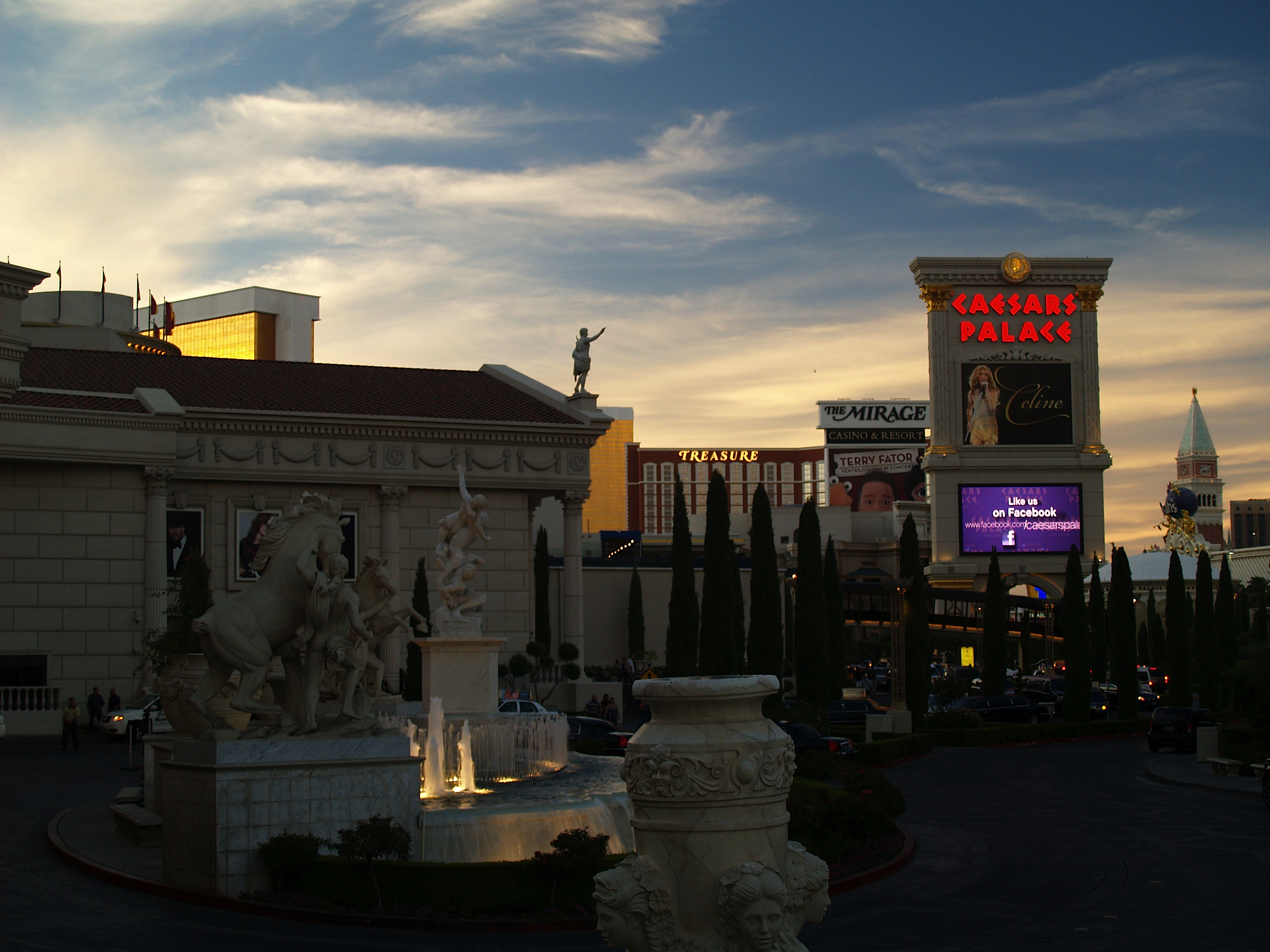
席琳·狄翁在凱撒宮羅馬競技場飯店的駐場演出創造了6.81億美元的營收

驻场演出 是指只在一个地点舉辦的多場音樂會， 有人認為在单一场地举办10场或10场以上的音樂會才是驻场演出。 在駐場音乐会驻场演出的艺人被称为驻场歌手或者駐唱歌手、駐唱。 